# Turdus reevei
Turdus reevei là một loài chim trong họ Turdidae.